# The Berzerker
The Berzerker je australski ekstremni metal sastav, čija je glazba kombinacija death metala i grindcorea sa speedcoreom i gabberom.

## O sastavu
Sastav je osnovao DJ Luke Kenny 1995. godine u Melbourneu, te je stekao pozornost obradama pjesmi death metal-sastava Deicide i Morbid Angel, nakon čega potpisuje za Earache Records. Nakon što je okupio postavu, svoj prvi studijski album objavljuju 2000. godine. U početku su se članovi identificirali samo kao The Vocalist, The Guitarist, The Bassist i The Drummer (Pjevač, Gitarist, Basist i Bubnjar) te su nosili maske, no od 2004. su odbacili taj imidž. Objavili ukupno pet studijskih albuma, posljednji The Reawakening 2008. pod vlastitom izdavačkom kućom. Godine 2009. sastav pauzira s radom, a 2010. objavljuju raspad. Godine 2019. sastav objavljuje da nastavlja s radom te na svojoj MySpace stranici 2020. objavljuju obradu pjesme "All the Things She Said" ruskog pop dua t.A.T.u. U prosincu 2023., na svojoj službenoj Facebook stranici izjavljuju da nemaju u planu izdati novi album u bližoj budućnosti.

## Članovi sastava
Posljednja postava
- Luke Kenny - vokal
- Todd Hansen - bubnjevi
- Damien Palmer - bas-gitara
- Martin Germ Bermheden - gitara
- Ed Lacey - gitara
- Tim Aldridge - gitara

## Diskografija
Studijski albumi
- The Berzerker (2000.)
- Dissimulate (2002.)
- World of Lies (2005.)
- Animosity (2007.)
- The Reawakening (2008.)

## Vanjske poveznice
- Službena Facebook stranica